# PR-459
A Rodovia PR-459 é uma estrada pertencente ao governo do Paraná que liga a cidade de Pinhão (entroncamento com a PR-170) com a cidade de Clevelândia (entroncamento com a PRT-280).
Em 10 de junho de 2017, foi inaugurada a pavimentação asfáltica do trecho de quase 26 quilômetros entre o Distrito de Dois Pinheiros (em Pinhão) e o Município de Reserva do Iguaçu, após o investimento de R$ 30 milhões do Governo do Estado do Paraná na obra, que englobou, ainda, a construção de 2 pontes, beneficiando 300 mil moradores da região.

## Denominação
- Rodovia Vereador Sady Marcondes Loureiro, no trecho entre o entroncamento com a PR-281, em Mangueirinha, até o entroncamento com a PR-449 na localidade de São Pedro, de acordo com a Lei Estadual 9.979 de 22/05/1992.[3]
- Rodovia Sinval Martins Araújo, no trecho entre Reserva do Iguaçu e a Usina Hidrelétrica de Salto Segredo, de acordo com a Lei Estadual 15.670 de 31/10/2007.[4]
- Rodovia Dr. Everaldo Pacheco Lustosa, no trecho inserido no município de Clevelândia, de acordo com a Lei Estadual 17.295 de 14/09/2012.[5]

## Trechos da Rodovia
A rodovia possui uma extensão total de aproximadamente 146,55 km, podendo ser dividida em 8 trechos, conforme listados a seguir:
| Ponto de referência                            | Extensão do trecho | Extensão acumulada | Situação        |
| ---------------------------------------------- | ------------------ | ------------------ | --------------- |
| Entroncamento PR-170 (Pinhão)                  | ---                | 0 km               | ---             |
| Distrito de Dois Pinheiros                     | 21,2 km            | 21,2 km            | Pavimentado     |
| Reserva do Iguaçu                              | 25,7 km            | 46,9 km            | Pavimentado     |
| Usina Hidrelétrica de Salto Segredo            | 8,35 km            | 55,25 km           | Pavimentado     |
| Entroncamento PR-281 (A) (Mangueirinha)        | 27,75 km           | 83,0 km            | Pavimentado     |
| Entroncamento PR-281 (B)                       | 2,6 km             | 85,6 km            | Pavimentado     |
| Entroncamento PR-449 (Localidade de São Pedro) | 34,1 km            | 119,7 km           | Pavimentado     |
| Clevelândia                                    | 22,75 km           | 142,45 km          | Não pavimentado |
| Entroncamento PRT-280                          | 4,1 km             | 146,55 km          | Pavimentado     |

Extensão pavimentada: 123,8 km (84,48%)
Extensão duplicada: 0,0 km (0,00%)